# بی‌دی‌اس‌ام و قانون

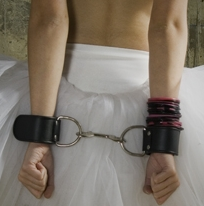
برخی از فعالیت‌های بی‌دی‌اس‌ام در برخی کشورها غیرقانونی تلقی می‌شود.

رابطه بین بی‌دی‌اس‌ام و قانون از یک کشور به کشوری دیگر تغییر می‌کند. این امر کاملاً به وضعیت حقوقی در کشورها بستگی دارد که آیا رفتارهای بی‌دی‌اس‌ام محور دارای اهمیت جنایی یا پیامدهای قانونی باشد یا خیر. مجرمانه شدن رویه‌های بی‌دی‌اس‌ام که به‌طور اجماعی اجرا می‌شوند، معمولاً با اشاره صریح به عمل بی‌دی‌اس‌ام صورت نمی‌گیرد، اما نتیجه این واقعیت است که چنین رفتاری مانند اسپنک زدن یا بستن کسی را می‌توان نقض حقوق شخصی دانست و قاعده کلی، عمل را بخشی از اقدام مجرمانه تلقی می‌کند. در آلمان، هلند، ژاپن و اسکاندیناوی چنین رفتاری از نظر قانونی مجاز است. در اتریش وضعیت حقوقی مشخص نیست، در حالی که در سوئیس برخی از اعمال بی‌دی‌اس‌ام می‌تواند جرم تلقی شود. یادگیری وضعیت حقوقی و اصول رضایتمندی در حوزه‌های قضایی کشور مقیم برای فعالان بی دی اس ام امری بسیار مهم است. بی دی اس ام در ایران جرم محسوب میشود.

## نوشتارهای وابسته
- حقوق دگرباشان در کشورهای گوناگون
- قوانین پورنوگرافی براساس منطقه
- اسباب بازی جنسی - مسائل حقوقی